# Netball Nations Cup 2015

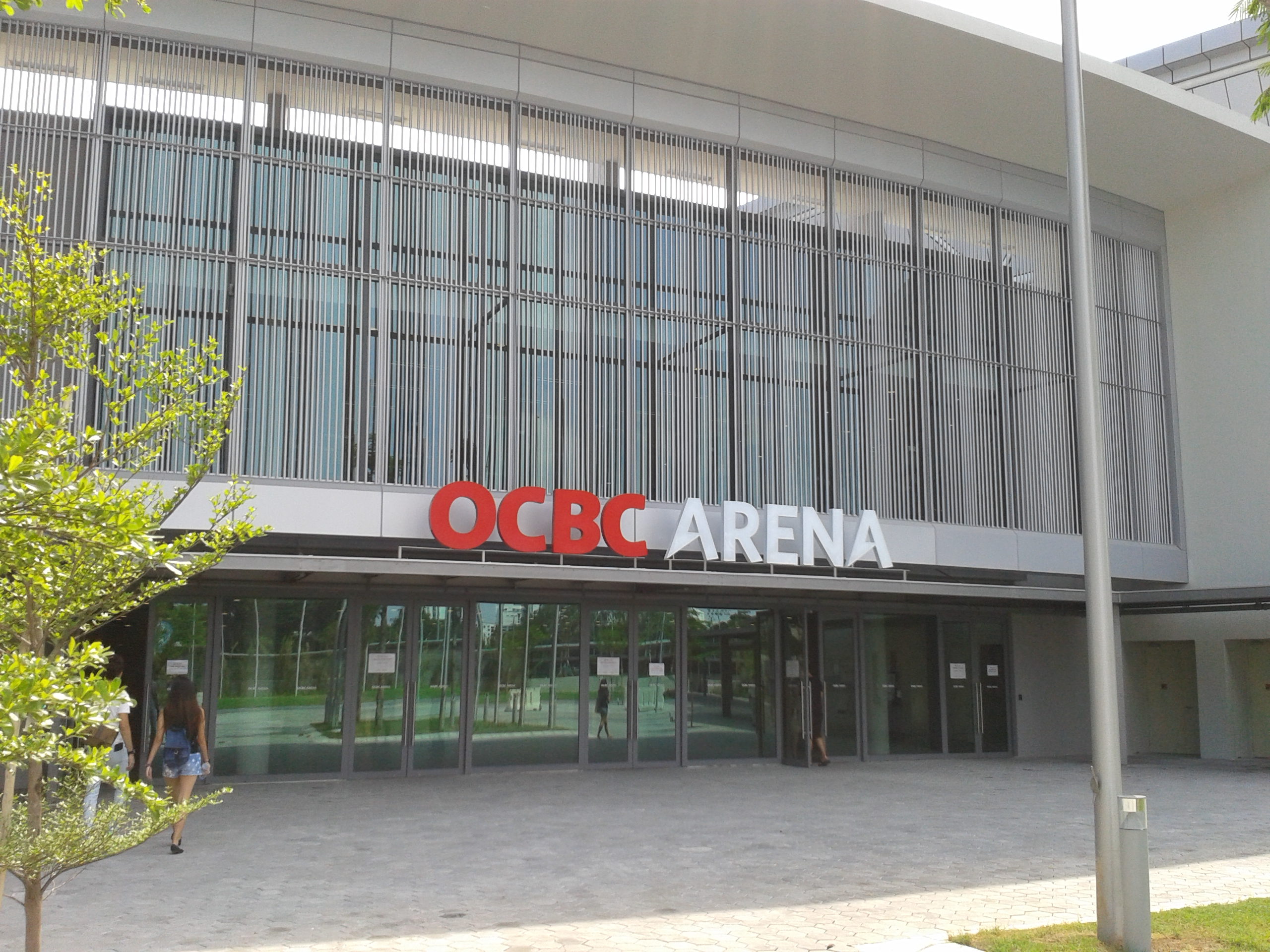
Die OCBC Arena diente als Austragungsort für den Netball Nations Cup.

Der zehnte Netball Nations Cup 2015 (offiziell: Mission Foods Nations Cup) wurde vom 13. bis 19. Dezember 2015 in der OCBC Arena in Kallang (Singapur) ausgetragen. Das Turnier mit sechs teilnehmenden Mannschaften gewann Nordirland vor Papua-Neuguinea und Gastgeber Singapur.

## Hauptrunde
Die Hauptrunde des Netball Nations Cup fand als einfaches Rundenturnier (Jeder gegen Jeden) statt. Neben der singapurischen Nationalmannschaft nahm auch eine zweite Auswahl des Landes als „Singapore Invitational“ auf Einladung hin am Turnier teil. Diese trat außer Konkurrenz an.
| Pl. | Land                 | Sp. | S | U | N | Tore      | Diff. | Punkte |
| --- | -------------------- | --- | - | - | - | --------- | ----- | ------ |
| 1.  | Nordirland           | 5   | 5 | 0 | 0 | 0258:1570 | +101  | 10     |
| 2.  | Papua-Neuguinea      | 5   | 4 | 0 | 1 | 0230:2140 | +16   | 8      |
| 3.  | Botswana             | 5   | 3 | 0 | 2 | 0250:2020 | +48   | 6      |
| 4.  | Singapur             | 5   | 2 | 0 | 3 | 0231:1880 | +43   | 4      |
| 5.  | Chinesisch Taipeh    | 5   | 0 | 0 | 5 | 0130:3340 | −204  | 0      |
| 6.  | Singapur (Einladung) | 5   | 1 | 0 | 4 | 0198:2020 | −4    | 2      |

|                   | Nordirland | Papua-Neuguinea | Botswana | Singapur | Chinesisch Taipeh | (E)   |
| ----------------- | ---------- | --------------- | -------- | -------- | ----------------- | ----- |
| Nordirland        | —          | 47:35           | 41:37    | 46:35    | 74:21             | 50:29 |
| Papua-Neuguinea   |            | —               | 54:49    | 44:43    | 60:39             | 37:36 |
| Botswana          |            |                 | —        | 46:38    | 72:25             | 46:44 |
| Singapur          |            |                 |          | —        | 71:20             | 44:32 |
| Chinesisch Taipeh |            |                 |          |          |                   | 25:57 |
| (E)               |            |                 |          |          |                   | —     |

## Platzierungsrunde
|  | Finale          |    |
|  |                 |    |
|  | 19. Dezember    |    |
|  | Nordirland      | 52 |
|  | Papua-Neuguinea | 41 |

|  | Spiel um Platz 3 |    |
|  |                  |    |
|  | 19. Dezember     |    |
|  | Botswana         | 43 |
|  | Singapur         | 44 |

|  | Spiel um Platz 5     |    |
|  |                      |    |
|  | 19. Dezember         |    |
|  | Chinesisch Taipeh    | 29 |
|  | Singapur (Einladung) | 59 |

## Endergebnis
| Pl. | Land                 | Sp. | S | U | N | Tore      | Diff. | Punkte |
| --- | -------------------- | --- | - | - | - | --------- | ----- | ------ |
| 1.  | Nordirland           | 6   | 6 | 0 | 0 | 0310:1980 | +112  | 12     |
| 2.  | Papua-Neuguinea      | 6   | 4 | 0 | 2 | 0271:2660 | +5    | 8      |
| 3.  | Singapur             | 6   | 3 | 0 | 3 | 0275:2310 | +44   | 6      |
| 4.  | Botswana             | 6   | 3 | 0 | 3 | 0293:2460 | +47   | 6      |
| 5.  | Chinesisch Taipeh    | 6   | 0 | 0 | 6 | 0159:3930 | −234  | 0      |
| 6.  | Singapur (Einladung) | 6   | 2 | 0 | 4 | 0257:2310 | +26   | 4      |